# Lyor Cohen
Lyor Cohen (nascido em 3 de outubro de 1959 em Nova York) é o chefe executivo oficial e presidente norte-americano de gravação de músicas para a Warner Music Group (WMG). Ele é um pioneiro no desenvolvimento do hip hop e influenciou no crescimento de grupos desse estilo, incluindo Beastie Boys, Foxy Brown, LL Cool J, Jason "Jam-Master Jay" Mizell, Nas, Run DMC e outros.
Além disso, Cohen está fazendo vários trabalhos promocionais em nome de artistas famosos como, Jon Bon Jovi, a banda Slayer, a cantora Mariah Carey e os músicos de hip hop Sean Combs e Jay-Z.

## Breve biografia
Após nascer em Nova York Lyor Cohen passou seus primeiros anos de vida em Israel com seus pais. Ele ainda era apenas um garoto quando sua família retornou aos Estados Unidos da América e se mudaram para Los Angeles, California. Lá Cohen se graduou no ensino médio pela Marshall High Scholl em 1977. Ele entrou para a Universidade de Miami, na Flórida para se formar em Marketing Global e Finanças.
Depois de receber o diploma o publicitário resolveu gastar um ano com alguns de seus colegas equatorianos na sua terra natal para tentar um empreendimento no ramo da carcinicultura (criação de camarões). Inexperiente, Cohen não conseguiu levar a empresa adiante. Subsequentemente ele retornou aos Estados Unidos da América para trabalhar como um promoter de casas noturnas em Los Angeles. Pouco depois de sua volta, ele agarrou uma oportunidade de investir mil dólares em um disco independente de rap que gerou um lucro de US$ 36 mil e o colocou no rumo do dinheiro.

## Carreira
Cohen entrou para a companhia que trabalha atualmente pouco tempo depois da Time Warner vender uma parte das ações da WMG para um grupo de investidores liderado por Edgar Bronfman Jr.. Antes do seu atual emprego, porém, ele trabalhou na Def Jam Music Group, onde comandou o crescimento no número de artistas e gravadoras, que mais tarde incluiriam Def Jam Recordings, Island Records, Roc-A-Fella Records e Lost Highway Records. Ainda na WMG, em 2007, sua divisão de trabalho foi responsável pelo estrondoso sucesso da companhia, considerada pelo jornal diário New York Post como “a maior performance de uma companhia de música de grandes proporções”.
O jornal diário The New York Times também disse que Cohen planejou um novo padrão de estratégia da indústria de gravação de músicas oferecendo novos lançamentos a preço reduzido durante a primeira semana para impulsionar as vendas de novos álbuns.

### No Hip Hop
Sua fama no mundo hip hop começou em meados dos anos 80, depois de reservar uma performance pelos rappers do grupo Run DMC. Ele logo se tornou o “gerente de auto-estrada” do grupo, partilhando o quarto com MC Darryl McDaniels (aka DMC) nas viagens. Ele começou a trabalhar em Nova York para o co-fundador da Def Jam, Russell Simmons, no início de 1985. Entrementes, Cohen continuou a trabalhar com os Run DMC’s diariamente por todas as turnês.
Nessa época Cohen conseguiu que o Run DMC aparecesse na capa da revista musical mundialmente conhecida Rolling Stone. Não muito tempo depois, o grupo estava entre as dez mais tocadas nas paradas do pop do país. Em 1986, Cohen negociou um contrato de patrocínio entre o Run DMC e a fabricante de tênis Adidas. O pacto foi um avanço para a legitimidade da música rap nos Estados Unidos.

## Parceria com a Adidas
Nesta época a Adidas era pouco conhecida nos EUA por ser uma empresa alemã. A Adidas sempre foi muito forte na Europa e por causa do estilo da borracha na parte frontal do par, o Adidas Superstar (foto à esquerda) ficou conhecido como "Shell Toes" (Dedões de Concha) ou "Shell Shoes" (Tênis de Concha).
Os integrantes do grupo de hip hop Run DMC (composto por Jason "Jam-Master Jay" Mizell, Joseph "DJ Run" Simmons e Darryl "D.M.C." McDaniels) gostavam tanto do Adidas "Shell Toes" que o adotaram como estilo. Eles usavam os Superstars sem cadarços, o que gerou certa polêmica, pois tênis sem cadarços eram comum nas prisões americanas da época.
Assim muitos também passaram a chamar o tênis de "Felon Shoes" (Tenis de Criminoso). Dr. Deas, um jovem negro conservador, escreveu a música "Felon Sneakers" em protesto e crítica a este estilo. Nesta mesma época, para responder a esta música de Dr. Deas, contradizer ao estereótipo e declarar seu amor ao Superstar, o Run DMC escreveu a música "My Adidas", cujo sucesso foi estrondoso. Após isso, a maioria das pessoas envolvidas com o hip hop adquiriu um par de Superstars. Eles não sabiam que mais tarde, devido a essa atitude, uma cultura e um mercado totalmente novo seria criado.
O empresário do Run DMC, Lyor Cohen, juntamente com Joseph "DJ Run" Simmons, perceberam que podiam fazer dinheiro com o fenômeno. Eles convidaram os executivos da Adidas para um show do Run DMC em Nova York. Quando eles chegaram, viram milhares de adolescentes usando os Superstars e a melhor parte foi quando Run, antes de começar a cantar "My Adidas", pegou o seu Superstar, o levantou ao ar com a mão e disse: "Quem está usando Adidas, deixe eu ver!". Uma multidão de pessoas levantou seus Adidas em reverência ao grupo e ao tênis.
No final das contas o Run DMC fechou um contrato de US$ 1 milhão com a Adidas e a partir daí as marcas esportivas começaram a abrir os olhos para outros grupos e não somente para o mercado esportivo de performance. Era o nascimento da cultura urbana Sneaker e dos ganhos financeiros de Lyor Cohen.